# Plena pausa
Plena pausa es el álbum de debut en solitario de Jota, cantante del grupo granadino Los Planetas, en el que musicaliza material cinematográfico del director de cine Iván Zulueta, fue publicado el 29 de septiembre de 2023, día en el que el cineasta cumpliría 80 años. 
El disco toma su título de una frase de la película de Iván Arrebato, "estar colgado en plena pausa, arrebatado, en plena fuga, lo que buscan los vampirizados personajes de Arrebato mientras ven colecciones de cromos antiguas y enigmáticos filmes en Super-8". Este fragmento del guion se reproduce en el disco físico del DVD: "Dime, ¿cuánto tiempo te podías llegar a pasar mirando este cromo? (...) ¡Años, siglos... toda una mañana! Imposible saberlo, estabas en plena fuga... éxtasis... colgado en plena pausa... ¡Arrebatado!".
Jota indica que el disco sale bajo su nombre, en este caso simplemente J, por la falta de disponibilidad para el proyecto de otros componentes de Los Planetas: "Florent estaba haciendo un disco por su cuenta y Eric estaba con su documental".
Fue el vinilo más vendido en España (con 796 copias)  y el decimoprimer álbum (un total de 944 copias)  en la semana de su publicación. Se situó como el trigésimo octavo vinilo más vendido en España en 2023.
Fue elegido decimonoveno mejor disco del año por la revista Jenesaispop, octavo mejor nacional por Muzikalia, décimo por Rockdelux y cuadragésimo segundo por Mondosonoro.

## Origen del proyecto
A mediados del verano de 2021, el Ministerio de Educación, Cultura y Deporte, a través de la Filmoteca Española, comunicó la adquisición de “uno de los archivos personales más potentes en el contexto cinematográfico de la segunda mitad del siglo XX”, el del cineasta, diseñador e ilustrador donostiarra Iván Zulueta. Jota declara que la filmoteca recupera "las películas que estaban en la finca de la familia de Zulueta. Una amiga (Virginia Montenegro) había guardado en un almacén todas las cosas que tenía en su habitación. Nadie pagaba el alquiler del almacén y estaban a punto de tirarlas. Entonces fue cuando Filmoteca pagó y se quedó con las películas".
El 3 de octubre de 2022 en el cine Doré (Madrid), Josetxo Cerdán, director de la Filmoteca Española, hace público el proyecto de musicalización de obras inéditas del director de cine donostiarra Iván Zulueta por parte de Jota. El encargo lo hace la propia Filmoteca Española que "en su afán por sacar los fondos de su archivo y hacerlos llegar a todos los públicos, ha decidido juntar a dos artistas, de disciplinas diferentes, pero con universos compartidos, para que una parte desconocida de la obra de Zulueta salga a la luz".
Jota recibió hasta cinco horas de material, todos ellos en Super-8 y 16mm rodados fundamentalmente durante las décadas de 1960, 1970 y 1980. Estos cortos "son una especie de diario que refleja todas las partes de la vida de Zulueta (...). Entre los materiales que me mandaron hay películas de la boda de los padres, de viajes familiares, de cuando los niños son pequeños..." Algunos cortos están filmados por Antonio de Zulueta y Besson, "padre de Zulueta, que era el director del Festival de Cine de San Sebastián".
Jota seleccionó entre ese material las piezas protagonistas del proyecto, a cuya duración tuvo que adaptarse porque se mantuvieron los originales, sin cortar y sin montaje ya que la única condición puesta desde Filmoteca Española era "que las películas no podían alterarse en su metraje, tenían que presentarse tal y como han llegado hasta nosotros. Solo en el caso de las películas del fondo que no estaban realizadas por Iván Zulueta, sino por sus progenitores o por alguno de sus hermanos, se podía jugar con el montaje". Estas grabaciones familiares fueron montadas por el cineasta Andrés Duque, realizador de Ivan Z (2004)", y marcan el inicio del álbum. De todas formas, según la introducción del DVD, "en el caso de Tomas de Londres nocturno también se han realizado algunos trabajos de edición por tener constancia de no ser una película rodada por Iván Zulueta".
La duración de los cortos es similar a la de un videoclip, según Jota "parecen video-clips, tres minutos, cuatro minutos, como los de Sonic Youth de los ochenta en Super-8".
Para Jota, "todo ha sido una enorme responsabilidad, ya que era un gran fan del cineasta, así como de otros coetáneos. Me interesa mucho Pedro Almodóvar y Val del Omar, por ejemplo. También Fernando Trueba". Sobre Zulueta, Jota dice "lo más interesante es la independencia artística (...) se dedicó a hacer cosas muy vanguardistas y experimentales sin tener aspiraciones de llegar a un público masivo, su cine se asentaba en lo creativo y no le importaba nada más. También viene de una cultura parecida a la mía: compartimos algunos referentes, como The Velvet Underground y el cine de la Factory de Andy Warhol, Jonas Mekas...".
Sobre el proceso creativo, Jota declara que "Me ha pasado mogollón de veces que la música sincroniza con la imagen por azar. Una de las cosas que hice cuando me mandaron las cinco horas de películas fue visionarlas con música aleatoria, una lista de Spotify. Fue brutal, en el primer visionado escuchando música ya vi que mogollón de cosas coincidían y de ahí salieron muchas ideas para las canciones". "Las vi muchas veces. Al principio todas las imágenes, luego iba haciendo algún esquema para quedarme con las ideas más interesantes, ver cuáles podían transmitir una idea más prioritaria, y cuáles podían funcionar mejor con las canciones(...) Cuando empecé a verlas, pensé en hacer algo instrumental o electrónico, porque en realidad el encargo era para hacer un concierto poniendo música a esas imágenes. Pero viendo las imágenes, ellas mismas me sugerían hacer algo así como más orgánico, algo más rock & roll", con muchas influencias de la Velvet y de Lou Reed, y de las propias películas de Iván Zulueta.

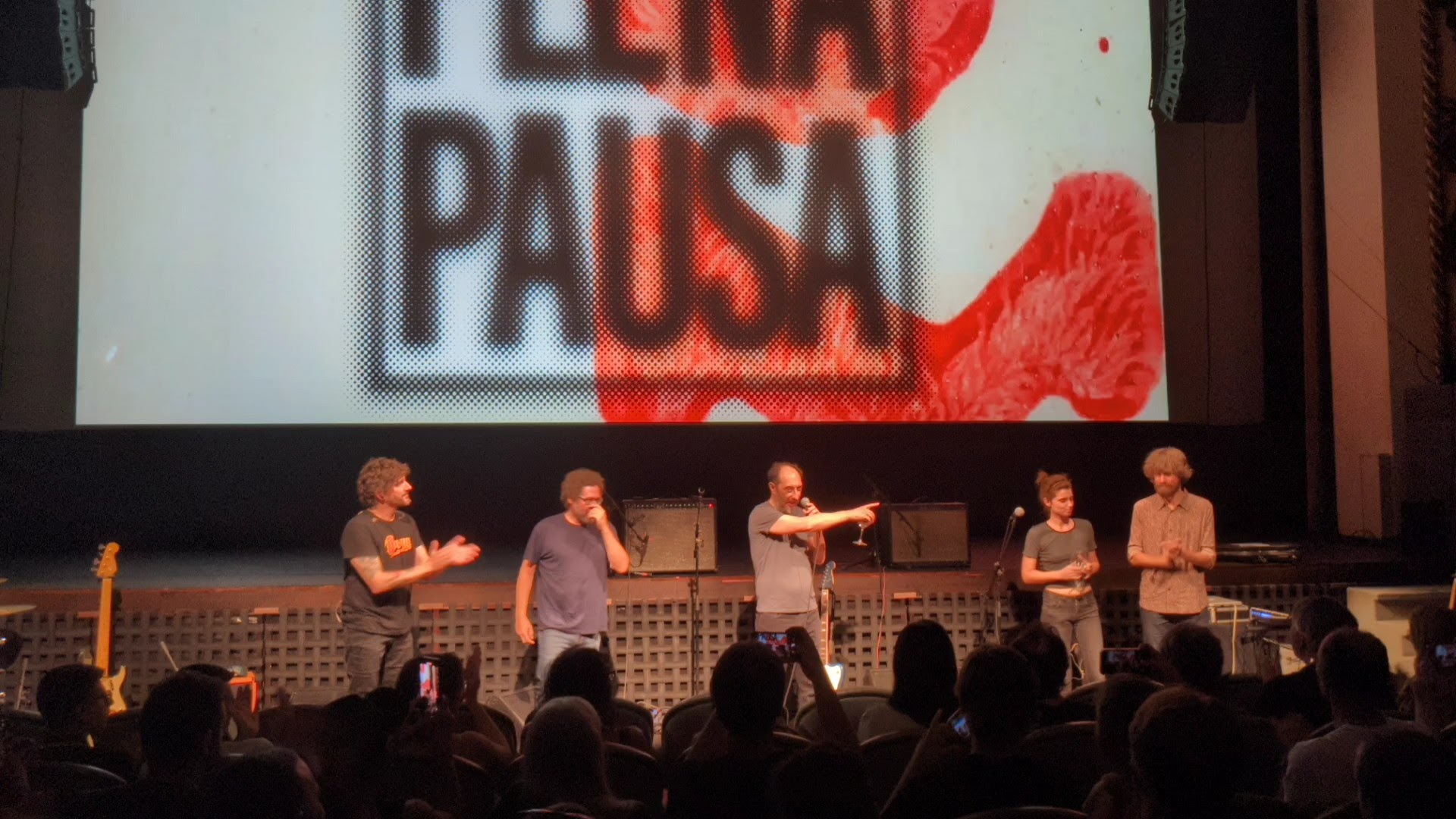
Jota presenta Plena pausa en el Teatro Colón de La Coruña, el 10 de agosto de 2023.

## Presentación del proyecto y colaboradores
Plena pausa se presenta en directo en  el Cine Doré el 21 y 22 de enero de 2023. En el mismo colaboran el diseñador gráfico Javier Aramburu (responsable de buena parte de las portadas de Los Planetas y "una persona cuya vida tiene un montón de coincidencias con Zulueta. Los dos son de San Sebastián, tienen una sensibilidad especial a la hora de entender la cultura y Javier le hizo unas fotografías para una de las pocas entrevistas que el director dio en Rockdelux"), el grupo argentino 107 Faunos, la también argentina Natalia Drago (Srta. Trueno Negro) ("es como Cecilia Roth en Arrebato" según Jota), David Rodríguez y Jaime Stinus, que tocó en Brakaman, el grupo que tenía Borja Zulueta, hermano de Iván.
Las primeras canciones se grabaron con 107 Faunos, cuando estos volvieron a Argentina, Jota continuó trabajando con Natalia Drago (guitarrista y vocalista), añadiendo a Roberto Escudero (batería en Srta. Trueno Negro), Miguel López de Los Planetas (bajista) y Miguel Martín, "Migueline" (teclista). Finalmente se unió Jaime Stinus; entre los cortos enviados a Jota hay un concierto en directo de Brakaman "en el que aparecen ataviados al estilo Bowie, puro glam, y Jaime se vio por primera vez en él. (...) Jaime se unió a última hora porque sigue en contacto con el entorno y la familia de Iván Zulueta, como Virginia Montenegro, la amiga íntima de Iván que se ocupó de recopilar y rescatar las películas y el material de su casa. A través de ella, me comentaron que Jaime estaba interesado en colaborar en el proyecto".
En las presentaciones en directo del disco, Jota se acompaña de Natalia Drago, Miguel López, Miguel Martín, Roberto Escudero, David Rodríguez (guitarrista) y Jaime Stinus. En los conciertos, "básicamente tocamos todos los músicos mirando las imágenes de la pantalla y ni si quiera vamos sincronizados con ellas desde el principio, sino que nos sincronizamos en directo. No hay una guía ni unas claquetas virtuales que nos guíen, sino que nos sincronizamos sobre la marcha y con las imágenes".
La programación de la Filmoteca Española de enero de 2023 recoge la lista de temas del concierto de presentación y las películas que los acompañan:
1. Para todas las Anas (publicada como Y la nave va) / Montaje I de películas familiares realizado por Andrés Duque (1936-1959)
2. Tormenta eléctrica / Montaje II de películas familiares realizado por Andrés Duque (1936-1959)
3. Dueña  (versión del tema Mistress editado en el segundo álbum de Red House Painters (Red House Painters, 4AD, 1993). No se incluye en el disco, pero se publica el 8 de noviembre de 2024 en el siete pulgadas compartido con 107 Faunos Dueña / Aeronostalgia) / Londres cuca (c. 1967)
4. Cuando el destino (publicada como Soleares del loco) / El loco (1959)
5. La estoy perdiendo (no publicada en el disco) / California (bobina 1) (1975)
6. El sonido de la confusión (no publicada en el disco) / California (bobina 1) (1975)
7. A-flúor (original de los donostiarras Derribos Arias (A-Flúor, sencillo (Grabaciones Accidentales, 1982) y no publicada en el disco) / California (bobina 1) (1975)
8. Diario de viaje (no publicada en el disco) / California (bobina 1) (1975)
9. Luces de neón (adaptación de Neonlicht de Kraftwerk, publicada en el DVD) / Tomas de Londres nocturno (1958)
10. Natalia dice / Te veo (1973)
11. Romeras stn (publicada como Romeras de Betty Boop) / Maquillaje colas negras (c. 1977)
12. Era una flecha (original de Julián Della Paolera para su grupo Ok Pirámides) / Negro + cama con varios Morería (1964)
13. Fandangos de la lucha de géneros (publicada en el DVD como Fandangos del rascacielos) / Hotel (1975)
14. Los desalmados (publicada en el DVD) / Hotel (1975)
15. Arrebato (Un buen día para Iván) / Cine Album Kodak 3 (c. 1977)
16. Amén (adaptación de Amen / Hey Man de Spacemen 3) / Perros piscina (c. 1979)
17. Jaleo de la calle (adaptación de Ode to Street Hassle (A la de 3) de Spacemen 3) / Ugarte
18. Película de plata (adaptación del tema Cling Film de The Sea Urchins, publicada en el DVD) / Sin título (Eusebio Poncela y Will More) (c. 1978)
19. Échame a mí la culpa (original de José Ángel Espinoza, publicada en el DVD) / Cine Album Kodak 5 (1973)
20. Así es la vida (publicada como Mi ego está en Babia) / AlohaNieveDespegueAvionMiEgo Títulos Mi ego está en Babia (cofre, guantes…) PAPELA FINAL (c. 1978)

Previamente, 9 de diciembre de 2022, se anticiparon dos piezas en un sencillo publicado por El Ejército Rojo, Natalia dice (junto a 107 Faunos y a Señorita Trueno Negro) y Arrebato (un buen día para Iván). El 30 de junio se adelantan también en formato sencillo de 7 pulgadas Tormenta eléctrica y Película de plata. El último anticipo es Era una flecha, editado sólo en formato digital, el 27 de septiembre de 2023.

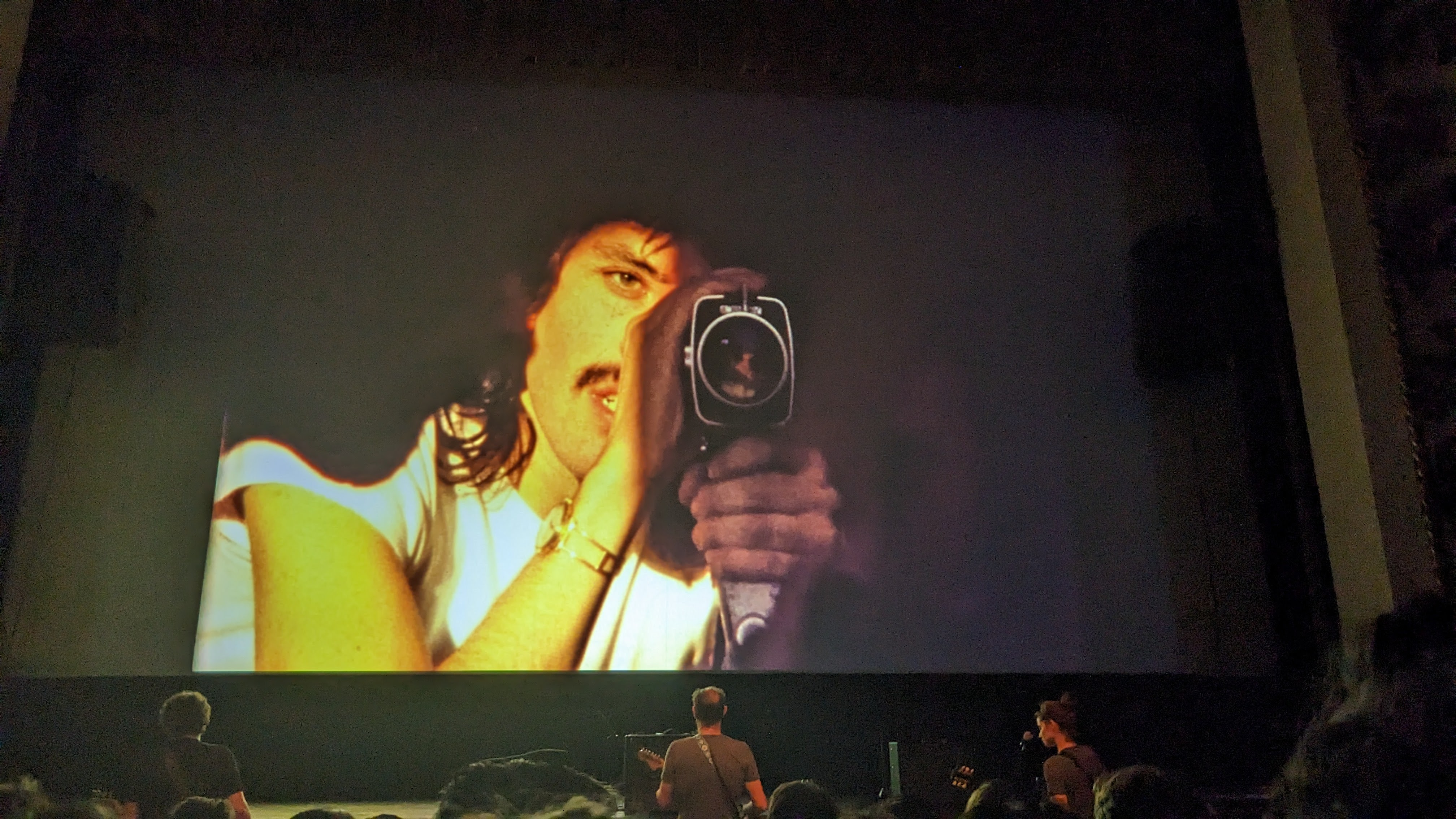
Jota presenta Plena pausa en el Teatro Colón de La Coruña, el 10 de agosto de 2023.

## Listado de canciones
Plena pausa se edita el 29 de septiembre de 2023 en formato CD y en vinilo. Ambas versiones se acompañan de un DVD. El diseño gráfico corre a cargo de Javier Aramburu.
En streaming sólo están disponibles Natalia dice, Arrebato (Un buen día para Iván), Tormenta Eléctrica y Era una flecha, una propuesta del equipo de Jota al que le "parece muy interesante y la apoyo totalmente. Es una postura arriesgada, nadie lo está haciendo en estos momentos. Pero nos sirve para reivindicar a la gente melómana, a la que le gusta de verdad la música, y a la propia música".

### Edición enCD
1. Y la nave va, con 107 Faunos 5:00
2. Tormenta eléctrica 4:23
3. Soleares del loco 4:32
4. Natalia dice, con 107 Faunos 4:23
5. Romeras de Betty Boop 3:38
6. Era una flecha 3:56
7. Arrebato (Un buen día para Iván) 4:10
8. Amén 3:41
9. Jaleo de la calle 3:41
10. Mi ego está en Babia 3:47

Todas las canciones compuestas por Jota excepto:
- 1: música de Jota, letra de Soleá Morente.
- 6: compuesta por Julián Della Paolera para el disco homónimo de Ok Pirámides (TRRR Discos, 2014)
- 8: compuesta por Jason Pierce y Peter Kember para Spacemen 3 (combinando la melodía de la canción góspel Amen con las letra de Fixin' to Die Blues de Bukka White) con el título de Amen y, posteriormente, Hey Man (Sound of Confusion (Glass, 1986) y adaptada por Jota.
- 9: compuesta por Jason Pierce y Peter Kember para Spacemen 3 (tomando arreglos del tema Street Hassle de Lou Reed) con el título de Ode to Street Hassle (The Perfect Prescription (Glass, 1987) y adaptada por Jota.

### Edición envinilo
El vinilo se publica en edición de 180 gramos con carpeta doble, limitada a 2.992 copias y numerada, incluyendo un libreto y un póster especial diseñado por Javier Aramburu. En 2024 se edita una versión en carpeta sencilla en vinilo de 140 gramos.
| Cara A 1. Y la nave va, con 107 Faunos 5:00 2. Tormenta eléctrica 4:23 3. Soleares del loco 4:32 4. Natalia dice, con 107 Faunos 4:23 5. Romeras de Betty Boop 3:38 | Cara B 1. Era una flecha 3:56 2. Arrebato (Un buen día para Iván) 4:10 3. Amén 3:41 4. Jaleo de la calle 3:41 5. Mi ego está en Babia 3:47 |

Los créditos de composición se corresponden con los de la edición en CD.

### DVD
El DVD es presentado por la Filmoteca Española como "un proyecto de J de selección, curaduría y musicalización del archivo fílmico de Iván Zulueta". 
Los cortos se acompañan de las diez canciones del CD y del vinilo y cinco adicionales. Jota decidió no publicar un disco doble: "las canciones que sacamos en vinilo se defienden solas como un álbum. Igual alargándolo más, con las que van en el video y que no van en el vinilo puede que sea un poco largo, pero la idea se resume en esas diez canciones".
Las cinco canciones adicionales del DVD son:
1. Luces de neón 3:32
2. Fandangos del rascacielos 7:43
3. Los desalmados 7:12
4. Película de plata 3:45
5. Échame a mi la culpa 3:48

Todas las canciones son adaptaciones de Jota sobre composiciones ajenas, excepto Fandangos del rascacielos (compuesta por Jota y Javier Aramburu (escribió la frase "desde aquí domino el gran país, este rascacielos es gigante" para el tema En el rascacielos (Un soplo en el corazón (Elefant Records, 1993) de su grupo Family)  y Los desalmados (compuesta por J):
- 1 compuesta por Florian Schneider, Karl Bartos y Ralf Hütter con el título de Neonlicht (Die Mensch-Maschine (EMI Records, 1978) para Kraftwerk.
- 4 compuesta por James Roberts y Robert Cooksey para The Sea Urchins con el título de Cling Film (Cling Film, flexi 7" Kwatch, 1987).
- 5 compuesta por José Ángel Espinoza "Ferrusquilla" y versionada por múltiples intérpretes.

El listado completo y el corto que acompaña cada canción del DVD son los siguientes:
1. Y la nave va, con 107 Faunos / Películas familiares (años 30 y 40) 5:04
2. Tormenta eléctrica / Películas familiares (años 50) 4:27
3. Soleares del loco / El loco (1959) 4:34
4. Luces de neón / Tomas de Londres nocturno (1958) 3:33
5. Natalia dice, con 107 Faunos / Te veo (1973) 4:25
6. Romeras de Betty Boop / Maquillaje colas negras (c. 1977) 3:38
7. Era una flecha / Negro + cama con varios Moreira (1964) 4:00
8. Fandangos del rascacielos + Los desalmados / Hotel (1975) 15:05
9. Arrebato (un buen día para Iván) / Cine álbum Kodak 3 (c. 1977) 4:14
10. Amén / Perros piscina (c. 1979) 3:41
11. Jaleo de la calle / Ugarte 3:41
12. Película de plata / Sin título (Eusebio Poncela y Will More) (c. 1978) 3:46
13. Échame a mí la culpa / Cine álbum Kodak 5 (c. 1969) 3:48
14. Mi ego está en Babia / AlohaNieveDespegueMiEgo Títulos Mi ego está en Babia (cofre, guantes...) PAPELA FINAL (c. 1978) 3:48

### Créditos

#### Canciones del CD y vinilo
La pista se refiere a la edición en CD.
J: Voz, guitarras, teclados y percusiones.
Natalia ("Srta. Trueno Negro"): guitarras, voz en 4 y bajo en 6.
Miguel López: bajo excepto en 6.
Roberto Escudero Colina: batería y percusiones excepto 1 y 4.
Miguel Martín: teclados en 3 y guitarra en 10.
David Rodríguez: guitarras en 7, 8 y 9.
Jaime Stinus: guitarras en 1, 2, 3, 6, 8, 9 y 10.
Apartamentos Acapulco y Jordan Montero: percusión y ruidos (1 y 4).
107 Faunos tocan en 1 y 4: Javier Sisti (guitarra y voces). Juan Pablo Bava (coros y percusiones), Félix Sisti (bajo y coros), Mora Sánchez-Viamonte (teclados y coros) y Felipe Quintans (batería y producción). 
Grabado y producido por J y Jaime Beltrán. 
Mezclado y masterizado por Jaime Beltrán. 
Ilustraciones y diseño: Javier Aramburu.

#### Temas extra del DVD
J: Voz, guitarras, teclados y percusiones.
Natalia ("Srta. Trueno Negro"): guitarras.
Miguel López: bajo.
Roberto Escudero Colina: batería y percusiones.
David Rodríguez: teclado en Película de plata.
Jaime Stinus: guitarra en Fandangos del rascacielos y  Película de plata.
Miguel Martín: teclados en Fandangos del rascacielos.

#### Citas e inspiraciones
En el libreto de CD y vinilo se indica que "este trabajo contiene citas e inspiraciones de muchos artistas, entre ellos Lou Reed, Family, The Jesus and Mary Chain, Indio Solari, Enrique Morente, Antonio Mairena, Yung Beef, Nena Daconte, El Chaqueta, The Beatles, Joy Division, Juanito Valderrama, 091, Iván Zulueta, Pale Saints, The Triffids, Scott Walker, Ennio Morricone, Phosphorescent, Carlos Berlanga, Los Planetas...".

## Sencillos
| Orden | Título                                          | Fecha de Edición | Discográfica     |
| ----- | ----------------------------------------------- | ---------------- | ---------------- |
| 1     | Natalia dice (sencillo de siete pulgadas)       | 2022             | El Ejército Rojo |
| 2     | Tormenta eléctrica (sencillo de siete pulgadas) | 2023             | El Ejército Rojo |
| 3     | Era una flecha (digital)                        | 2023             | El Ejército Rojo |

## Apuntes sobre algunas canciones
- Amén es una versión del tema Amen de Spacemen 3 y pone la banda sonora a Perros piscina, en el que las imágenes que se ven son "como un making off de Arrebato y se ve una escena en que Eusebio Poncela se pone un pico pero en realidad Iván se toma la molestia de rodarlo desde otro lado y que se vea que es él quien se lo está poniendo. (...) Spacemen 3 parece que siempre hagan adaptaciones o movimientos a partir de Heroin de la Velvet".[25]
- Arrebato (un buen día para Iván), acompaña a Cine Álbum Kodak 3, un corto filmado en el mismo piso donde se rodó esa película de culto y en el que aparece el propio Zulueta grabando.[22][13] El tema, basado en Un buen día (Unidad de desplazamiento (RCA, 2000) de Los Planetas,[34] "hace aflorar el exhibicionismo bisexual de los filmes de Jack Smith o Andy Warhol transmutado en localismo glam, el impúdico hedonismo del autorretrato".[13] Fue elegida cuadragésima mejor canción del año por la revista Jenesaispop.[35]
- Échame a mí la culpa, compuesta en 1957 por José Ángel Espinoza, es una de las canciones favoritas la madre de Jota y tiene "un recuerdo muy emotivo de ella; además, encajaba perfectamente con el vídeo de las olas (Cine álbum Kodak 5) y me evocó mi infancia, de manera que le añade una carga emocional que puede ser muy interesante y que tiene sentido en la lógica global del disco".[6]
- Fandangos del rascacielos, el primer tema que ilustra la película ambientada en la torre de Madrid Hotel, toma la frase "desde aquí domino el gran país, este rascacielos es gigante" del tema En el rascacielos del grupo de Javier Aramburu Family.[32] Al final de la canción se hace un guiño a los coros de Walk on the Wild Side (Transformer (RCA Records, 1972) de Lou Reed.
- Los desalmados, la segunda canción que acompaña a Hotel, toma varios elementos de la melodía de Perfect Day (Transformer (RCA Records, 1972), también de Lou Reed.
- Jaleo de la calle, adaptación de Ode to Street Hassle (A la de 3) de Spacemen 3) (versión libre de Street Hassle de Lou Reed) pone música al corto Ugarte, que tiene como protagonista a Santi Ugarte,[32] creador del término Donosti Sound, término que identifica el sonido y la actitud de varios grupos coetáneos donostiarras, entre ellos Family, el grupo de Javier Aramburu.[36] En el corto  Santi Ugarte está en una playa y según Jota "parece Cristo y la canción habla de eso, de que está caminando con Jesús. Cuando vi la película se me vino esta canción enseguida".[25]
- Luces de neón es una adaptación de Neonlicht de Kraftwerk, canción que rememoró Jota al ver Tomas de Londres nocturno. "Recuerdo de pequeño que en el bar de debajo de mi casa donde había un jukebox y yo le pedía a mi padre un duro, cinco duros, y ponía Radioactivity una y otra vez".[7]
- Natalia dice, acompaña al filme Te veo (1973), una obra absolutamente psicodélica en el que Zulueta grabó el proyecto que José María Berzosa realizó sobre El Greco. La canción inspira su título en el de Caroline Says de Lou Reed, dice Jota que "muchos de los cortos tenían un tono que me recordaba a Lou Reed. Una de las pocas canciones que suenan en ellos es precisamente Caroline Says, del disco Berlin (1973), y me basé en ella, cito varios de sus versos".[19][6] En la letra de la canción también se hace referencia a la frase "viviendo en un disco de los 107" del tema Ilusionismo (Misterios de la Plata EP (Casa Maracas, 2022) de Srta. Trueno Negro.[6]
- Película de plata es una versión de Cling Film del grupo inglés The Sea Urchins, canción que Los Planetas grabaron en 1995 en una G.A.T.O. (Grabación A Traición Original) del programa Discogrande de Radio 3.[37] Acompaña a imágenes sin título, protagonizadas por Eusebio Poncela y Will More, fechadas en 1978. El título original de la canción, Cling Film (el film adherente para envolver) se cambia por el de papel de plata, el instrumento que se utiliza habitualmente para consumir heroína.[4]
- Romeras de Betty Boop evoca un corto que retrata a Cecilia Roth maquillándose de Betty Boop para una secuencia de Arrebato.[4]
- Tormenta eléctrica, acompaña a un montaje de películas familiares realizado por Andrés Duque, según la nota promocional, "revela la correlación entre los elementos simbólicos y conceptuales esenciales en las propuestas del músico granadino y el cineasta y artista gráfico donostiarra: arte pop, psicodelia y experimentación en las dosis justas para provocar una placentera sensación de equilibrio entre calma y euforia y excitar el deseo de hacerla perdurable, infinita". La letra con su "lo estuvimos intentando de verdad en el mundo no había nadie que molara más, vivíamos en medio de una tempestad, por eso soy feliz cuando empieza a diluviar" recuerda a la de Happy When It Rains (Darklands (Blanco y Negro, 1987) de The Jesus and Mary Chain. Fue elegida decimoprimera mejor canción nacional del año por la revista Rockdelux[38] y está en la selección de mejores canciones del año de Muzikalia.[39]
- Y la nave va toma su título de la película de Federico Fellini, Jota indica que en "el  documental de Andrés Duque, Iván Z (2004), se cuenta que a su madre la llamaban “Y la nave va” (...). Es la canción que abre el disco, de modo cronológico, con imágenes de los padres y de Zulueta y sus hermanos cuando son pequeños. Me pareció muy llamativa esa referencia cinematográfica".[4]